# Stephen Ireland
Stephen James Ireland (Cork, 1986. augusztus 22. –) ír labdarúgó, jelenleg az Aston Villa játékosa és kölcsönben a Stoke Citynél szerepel.

## Statisztika
| Klub                       | Szezon           | Bajnokság        | Bajnokság | Bajnokság | FA-kupa  | FA-kupa | Ligakupa | Ligakupa | Európa   | Európa | Összesen | Összesen |
| Klub                       | Szezon           | Bajnokság        | Fellépés  | Gól       | Fellépés | Gól     | Fellépés | Gól      | Fellépés | Gól    | Fellépés | Gól      |
| -------------------------- | ---------------- | ---------------- | --------- | --------- | -------- | ------- | -------- | -------- | -------- | ------ | -------- | -------- |
| Manchester City            | 2005–06          | Premier League   | 24        | 0         | 3        | 0       | 1        | 0        | 0        | 0      | 28       | 0        |
| Manchester City            | 2006–07          | Premier League   | 24        | 1         | 4        | 2       | 1        | 0        | 0        | 0      | 29       | 3        |
| Manchester City            | 2007–08          | Premier League   | 33        | 4         | 3        | 0       | 3        | 0        | 0        | 0      | 39       | 4        |
| Manchester City            | 2008–09          | Premier League   | 35        | 9         | 0        | 0       | 1        | 1        | 14       | 3      | 50       | 13       |
| Manchester City            | 2009–10          | Premier League   | 22        | 2         | 3        | 0       | 5        | 1        | 0        | 0      | 30       | 3        |
| Manchester City            | Összesen         | Összesen         | 138       | 16        | 13       | 2       | 11       | 2        | 14       | 3      | 176      | 23       |
| Aston Villa                | 2010–11          | Premier League   | 10        | 0         | 0        | 0       | 2        | 0        | 0        | 0      | 12       | 0        |
| Aston Villa                | 2011–12          | Premier League   | 24        | 1         | 2        | 0       | 2        | 0        | 0        | 0      | 28       | 1        |
| Aston Villa                | 2012–13          | Premier League   | 13        | 0         | 1        | 0       | 3        | 0        | 0        | 0      | 17       | 0        |
| Aston Villa                | 2013–14          | Premier League   | 0         | 0         | 0        | 0       | 0        | 0        | 0        | 0      | 0        | 0        |
| Aston Villa                | Összesen         | Összesen         | 47        | 1         | 3        | 0       | 7        | 0        | 0        | 0      | 57       | 1        |
| Newcastle United (kölcsön) | 2010–11          | Premier League   | 2         | 0         | 0        | 0       | 0        | 0        | 0        | 0      | 2        | 0        |
| Newcastle United (kölcsön) | Összesen         | Összesen         | 2         | 0         | 0        | 0       | 0        | 0        | 0        | 0      | 2        | 0        |
| Stoke City (kölcsön)       | 2013–14          | Premier League   | 0         | 0         | 0        | 0       | 0        | 0        | 0        | 0      | 0        | 0        |
| Stoke City (kölcsön)       | Összesen         | Összesen         | 0         | 0         | 0        | 0       | 0        | 0        | 0        | 0      | 0        | 0        |
| Karrier összesen           | Karrier összesen | Karrier összesen | 187       | 17        | 16       | 2       | 18       | 2        | 14       | 3      | 235      | 24       |

## Sikerei, díjai
Manchester City
- Az év játékosa: 2009

Aston Villa
- Az év játékosa (szurkolók szavazásán): 2012

Egyéb
- A szezon fiatal külföldön játszó játékosa (FAI): 2007

## Fordítás
Ez a szócikk részben vagy egészben  a   Stephen Ireland című angol Wikipédia-szócikk fordításán alapul.  Az eredeti cikk szerkesztőit annak laptörténete sorolja fel. Ez a jelzés csupán a megfogalmazás eredetét és a szerzői jogokat jelzi, nem szolgál a cikkben szereplő információk forrásmegjelöléseként.